# تفسیر معاصرانه قرآن کریم
قرآن برای مطالعه (به انگلیسی: The Study Quran) که حواشیش با نامِ تَفسیرِ مُعاصِرانهٔ قرآن کریم به قلمِ انشاءالله رحمتی به فارسی ترجمه شده یک ترجمهٔ انگلیسی قرآن با برگزیده‌ای از چهل تفسیرِ سنّتی است که سالِ ۲۰۱۵ میلادی زیرِ نظرِ سیّد حسین نصر در آمریکا منتشر شد.